# Li Shangfu
Li Shangfu (chinois : 李尚福), né en février 1958 à Chengdu (Sichuan), est un ingénieur aérospatial chinois et général de l'Armée populaire de libération (APL).
Li Shangfu est conseiller d'État de la république populaire de Chine et ministre de la Défense nationale du 12 mars au 24 octobre 2023, date à laquelle il est relevé de ses fonctions.
Il est chef du département de développement de l'équipement de la Commission militaire centrale de 2017 à 2022. Il a précédemment été commandant adjoint de la Force de soutien stratégique de l'Armée populaire de libération (APL) et commandant adjoint du Département général de l'armement de l'APL. Il travaille pendant 31 ans au centre de lancement de satellites de Xichang, dont 10 ans en tant que directeur.

## Biographie
Li Shangfu est né en février 1958 à Chengdu, province du Sichuan, dans le comté de Xingguo, province du Jiangxi. Il est le fils de Li Shaozhu (李绍珠), un vétéran de l'Armée rouge chinoise et ancien officier supérieur de la PLA Railway Force. Li Shangfu rejoint l'APL lors de son entrée à l'université nationale de technologie de la défense en 1978. Il obtient son diplôme en 1982 et commence à travailler au centre de lancement de satellites de Xichang en tant que technicien.
En décembre 2003, il est promu directeur (grade de commandant) du centre à l'âge de 45 ans. En 2006, il atteint le grade de général de division. Au cours de ses dix années en tant que directeur du centre de Xichang, Li supervise plusieurs lancements de fusées, dont le lancement de la sonde lunaire Chang'e 2 en octobre 2010.
Après 31 ans de travail à Xichang, Li Shangfu est nommé chef d'état-major du Département de l'armement général (DAG) de l'APL en 2013, en remplacement du général de division Shang Hong,. Un an plus tard, il est nommé directeur adjoint du DAG.
Le 18 janvier 2023, Li Shangfu assiste à la cérémonie de promotion de la Commission militaire centrale et est nommé conseiller d'État et ministre de la Défense nationale le 12 mars de la même année, succédant à Wei Fenghe.
À la suite de la disparition de Qin Gang, ministre des Affaires étrangères de la Chine en juillet 2023, Li Shangfu disparait aussi en septembre 2023. Il fait l'objet d'une enquête pour corruption dans le cadre d'une purge lancée par Xi Jinping,,. En décembre 2023, il est remplacé par l'amiral Dong Jun.
Le 26 juin 2024, il est exclu du Parti communiste dû au fait qu'il aurait causé un « grand préjudice à la cause de l'armée et au parti ».